# しゅごキャラちゃん!
『しゅごキャラちゃん!』は、原案：PEACH-PIT・漫画：ナフタレン水嶋による日本の漫画作品。『なかよし』（講談社）に連載された。単行本は2011年4月現在、同社の講談社コミックスなかよしより全4巻が刊行されている。
Yahoo!きっずに掲載されたきのみん作画による「しゅごキャラちゃん!きっず☆」についても本項で述べる。

## 概要
PEACH-PITによる日本の漫画作品、『しゅごキャラ!』のスピンオフ4コマ漫画である。元作品とは異なり、しゅごキャラたちの日常に重点が置かれており、あむ以外のガーディアンメンバーはあまり登場せず、イースター社との戦いもほとんど描かれない。ラン・ミキ・スゥが主人公だが、あむやそれ以外のしゅごキャラ、あむの家族も少し登場する。キャラなりもしない。

## しゅごキャラちゃん!きっず☆
Yahoo!きっずの2008年春休み特集とクリスマス特集の1コンテンツとしてそれぞれ掲載された。春休み特集とクリスマス特集の一部については『しゅごキャラちゃん!』単行本1巻にも収録されている。
登場キャラクターは『しゅごキャラちゃん!』よりもさらに少なく、ラン・ミキ・スゥ・キセキ・ヨルと持ち主であるあむ・唯世・イクトのみで（クリスマス特集ではダイヤも）それ以外のガーディアンメンバーやしゅごキャラは登場しない。

## 書誌情報
単行本には「しゅごキャラちゃん!きっず☆」や、『なかよし』などに掲載された他の漫画家による短編も収録されている。
- PEACH-PIT（原案）・ナフタレン水嶋他（作画） 『しゅごキャラちゃん!』 講談社〈講談社コミックスなかよし〉、全4巻
  1. 2008年12月5日発売[1]、ISBN 978-4-06-375609-8
  2. 2009年8月6日発売[1]、ISBN 978-4-06-364231-5
  3. 2010年4月30日発売[1]、ISBN 978-4-06-364267-4
  4. 2010年12月28日発売[1]、ISBN 978-4-06-364289-6